# Orquestra Sinfônica de Braddell Heights
A Orquestra Sinfônica de Braddell Heights é uma orquestra amadora fundada em 1986 e baseada em Singapura. O diretor musical e também maestro é Yan Yin Wing.

## História
A Orquestra Sinfônica de Braddell Hights foi formada em 1956 como parte das atividades culturais do Club Comunitário de Braddell Heights. Desde 1989, o maestro que comanda a oruqestra é Yan In Wing. A orquestra apresenta sessenta concertos.